# Ylimmäinen Vuorijärvi
Ylimmäinen Vuorijärvi är en sjö i kommunen Kannonkoski i landskapet Mellersta Finland i Finland. Sjön ligger 153,6 meter över havet. Den är 33 meter djup. Arean är 54 hektar och strandlinjen är 5,38 kilometer lång. Sjön  ingår i Kymmene älvs huvudavrinningsområde.   Den ligger omkring 73 kilometer norr om Jyväskylä och omkring 310 kilometer norr om Helsingfors. 